# Partita doppia finanziaria
La partita doppia finanziaria è un sistema di rilevazione contabile che rileva con le stesse regole della partita doppia tradizionale anche eventi futuri principalmente di natura finanziaria (come i pagamenti previsti di clienti e fornitori) e consente in questo modo la coesistenza di scritture rappresentative di eventi certi e scritture rappresentative di eventi futuri previsti da rapporti contrattuali o da semplici previsioni. In questo modo in ogni momento si possono ottenere bilanci effettivi o previsionali da un unico insieme di registrazioni contabili che viene costantemente corretto ed aggiornato.
La contabilità finanziaria oltre alle regole della partita doppia tradizionale prevede ovviamente la possibilità di inserire eventi con data successiva a quella di registrazione e prevede un'ulteriore quadratura dei dati inseriti detta quadratura finanziaria che obbliga la registrazione del saldo previsto dei debiti o dei crediti accesi per effetto della gestione aziendale. I conti di contabilità generale che devono avere sempre saldo pari a zero sono specificatamente chiamati "conti finanziari" e sono una sottoinsieme dei conti patrimoniali.
I vantaggi della contabilità finanziaria sono dati dalla possibilità di unificare il bilancio d'esercizio con il bilancio di previsione, avere uno scadenzario ottenuto direttamente dalle scritture contabili, avere a disposizione un grafico finanziario (detto "finestra finanziaria") che illustri l'andamento della disponibilità finanziaria della azienda. Gli svantaggi derivano dalla necessità sistemica di registrare anche i futuri pagamenti ed incassi derivanti dai rapporti con terze parti.